# Altotonga (municipalité)
La municipalité d'Altotonga est l'une des 212 municipalités de l'État de Veracruz, et est située dans la partie centrale de cet État. Située à l'ouest du golfe du Mexique, la municipalité est assise sur les contreforts de la Sierra Madre orientale, elle se trouve dans le bassin versant du fleuve Río Nautla. Son chef-lieu est la ville éponyme d'Altotonga. Elle appartient à la région administrative de Capital, qui est une des 10 subdivisions administratives de l'État de Veracruz, et qui comprend la capitale étatique, Xalapa.

## Géographie
La municipalité d'Altotonga s'étire du sud-ouest au nord-est dans le bassin versant du fleuve Río Nautla. Ce dernier la traverse du sud au nord dans la partie occidentale de son territoire, en formant brièvement sa limite au sud, puis au nord, où le rejoint un premier affluent. Elle est ensuite traversée plus à l'est par deux autres rivières tributaires, tout d'abord le San Pedro, puis, venant former sa limite dans les confins nord-est, le Río Kilate. Assise sur les piémonts, puis les contreforts de la chaîne de montagnes de la Sierra Madre orientale, son altitude oscille entre 500 et 2500 mètres. Son chef-lieu, la ville éponyme d'Altotonga, se situe dans les confins nord-ouest de son territoire. Ce territoire couvre une superficie de 328,7 km2, et était peuplé en 2020 de 64 234 habitants, pour une densité de 195,4 habitants par km2.
Cette municipalité est limitrophe au nord de celles de Misantla et d'Atzalan, à l'ouest de celle de Jalacingo, au sud de celles de Perote, de Villa Aldama, de Las Minas, de Tatatila et de Tlacolulan, et à l'est de celle de Tenochtitlán.

## Composition et démographie
La municipalité était composée en 2020 de 105 localités, dont 3 étaient considérées comme urbaines, les autres étant rurales.
| Localité                          | Population |
| --------------------------------- | ---------- |
| Altotonga                         | 21 640     |
| Juan Marcos (San José Buenavista) | 3039       |
| Ahueyahualco                      | 2944       |
| Tezahuapan de Juárez              | 2143       |
| Gutiérrez Zamora                  | 1828       |
| Reste des localités               | 32 640     |
| Total population                  | 64 234     |

En plus de l'espagnol, plusieurs langues amérindiennes sont parlées dans la municipalité, dont les principales sont par ordre d'importance : le nahuatl, le totonaque, le mazatèque et le zapotèque.

## Économie

### Agriculture et élevage
La superficie des parcelles semées représentait en 2019 une surface totale de 9716,1 hectares, parmi lesquels 5640 hectares étaient voués à la culture du maïs, 2425 hectares étaient voués à la culture du caféier, et 684,5 hectares étaient voués à celle de la vicia faba, une plante herbacée cultivée pour ses graines.
En 2020, la production de viande par tonnes comprenait 330,5 tonnes de viande bovine, 202,4 tonnes de viande porcine, 60 tonnes de viande ovine, 15,9 tonnes de viande caprine, 51,1 tonnes de volailles, et 5,3 tonnes de dinde. La superficie vouée à l'élevage représentait alors 3998 hectares.